# 米田三星
米田 三星（よねだ さんせい、1905年2月12日 - 2000年1月23日）は日本の小説家、医師。本名は庄三郎。

## 人物
1905年2月12日、奈良県吉野郡下市町生まれる。
1932年（昭和7年）、大阪帝国大学医学部卒業。1937年（昭和12年）、日華事変により応召、野戦病院付き軍医として華北、華中を転々し、翌年帰国。1945年（昭和20年）、奈良県立医学専門学校（現奈良県立医科大学）創設により、同校教授となり、1948年（昭和23年）、退職して診療所を開業する。
1931年（昭和6年）、投稿した『生きてゐる皮膚』が『新青年』に採用され、同年に他二編、翌年に一編を『新青年』に発表。他に『サンデー毎日』や『大阪時事新報』などにも作品を執筆していた。戦前では小酒井不木、木々高太郎と並んで、その医学的素養を活かした作家で、作品数こそ少ないが、怪奇犯罪小説の面で忘れがたい作家の一人である。木々高太郎のデビュー作『網膜脈視症』を読んで創作意欲を失い、四編で筆を断っている。

## 作品
- 「生きている皮膚」（『新青年』1931年（昭和6年）1月号掲載）
  - 『怪奇探偵小説集 幻の傑作ミステリー』（鮎川哲也編、双葉社、1976年）収録
  - 『怪奇探偵小説集 1』（双葉ポケット文庫、1983年12月 / ハルキ文庫版、1998年5月）収録
  - 『恐怖ミステリーbest15 こんな幻の傑作が読みたかった!』（コアラブックス、2006年5月）収録
  - 『戦前探偵小説四人集』（論創ミステリ叢書、2011年6月）収録
- 「蜘蛛」（『新青年』1931年（昭和6年）6月号掲載）
  - 『新青年傑作選集 2 怪奇・幻想小説編』（立風書房、1970年 / 角川文庫、1977年10月）収録
  - 『あやつり裁判 幻の探偵小説コレクション』（晶文社、1988年3月）収録
  - 『戦前探偵小説四人集』（論創ミステリ叢書、2011年6月）収録
- 「告げ口心臓」（『新青年』1931年（昭和6年）9月号掲載）
  - 『新青年傑作選集 4 怪奇編』（角川文庫、1977年10月）収録
  - 『幻影城』1978年7月号（株式会社幻影城）再録
  - 『ミステリーの愉しみ 第1巻 (奇想の森)』（立風書房、1991年12月）収録
  - 『ひとりで夜読むな 新青年傑作選怪奇編』（角川ホラー文庫、2001年1月）収録
  - 『戦前探偵小説四人集』（論創ミステリ叢書、2011年6月）収録
- 「血劇」（『新青年』1932年（昭和7年）4月号掲載）
  - 『戦前探偵小説四人集』（論創ミステリ叢書、2011年6月）収録
- 「児を産む死人」（『新青年』1932年（昭和7年）7月号掲載）
  - 『戦前探偵小説四人集』（論創ミステリ叢書、2011年6月）収録
- 「森下雨村さんと私」 (随筆)
  - 『戦前探偵小説四人集』（論創ミステリ叢書、2011年6月）収録